# Biblioteca Pública de Santo Domingo
La Biblioteca pública municipal de Santo Domingo de la Provincia de Heredia en Costa Rica fue fundada el 30 de diciembre de 1980. Surge como una idea del Club de Leones de la localidad, que vio la necesidad de la comunidad de contar con un espacio cultural e intelectual para la promoción de la lectura y el aprendizaje. Para la construcción del edificio, el Club de Leones contó con el apoyo de la Municipalidad de Santo Domingo de Heredia, que donó el terreno, y del Ministerio de Obras Públicas y Transportes de Costa Rica, que donó la construcción del edificio a partir de planos diseñados por un arquitecto de la localidad.
Su misión es “satisfacer las necesidades de información, investigación, conocimiento, aprendizaje y recreación de los usuarios del cantón y zonas cercanas, esto con el objetivo de elevar el nivel educativo y cultural de los ciudadanos” (Avalos, X. 2015, p. 1).  Está adscrita al Sistema Nacional de Bibliotecas (SINABI) que se encarga de regular y normalizar las bibliotecas públicas diseminadas por todo el país. 

## Biblioteca Pública Municipal de Santo Domingo Isaac Felipe Azofeifa
La Biblioteca pública municipal de Santo Domingo, ostenta el nombre del poeta, politólogo y crítico literario Isaac Felipe Azofeifa, una de las figuras intelectuales más importantes de la cultura costarricense. Isaac Felipe Azofeifa nació el 11 de abril de 1912 en Santo Domingo de Heredia. Durante su prodigiosa vida se dedicó a la literatura, la docencia y la política, en las cuales se destacó como una figura de gran prestigio nacional. Por su labor poética fue reconocido en numerosas ocasiones y galardonado con el Premio Nacional Aquileo J. Echeverría. (Editorial Costa Rica, 2015, p.1). Asimismo, en 1980 se le confirió el máximo galardón costarricense el Premio Nacional Magón. Un año después de su muerte en 1997 se le otorgó su nombre a la Biblioteca pública de su tierra natal. 
Como Biblioteca pública esta institución “tiene entre sus prioridades la misión de difundir los conocimientos producidos por las sociedades a través del tiempo, al igual que proveer la información relevante y pertinente a miembros de la comunidad”. (Ramírez, L. y Soto, M. 1990, p. 13.). 
A su vez, esta biblioteca por sus características tiene el apoyo del municipio al que pertenece (CONACULTA, 2004, p.9.):
- Proporciona un área que sea de uso exclusivo de la biblioteca.
- Facilita el equipo mobiliario y tecnológico necesario para el correcto funcionamiento de la biblioteca.
- Asegura la contratación y remuneración del personal de la biblioteca derivada del gobierno municipal.

### Servicios
- Préstamo a sala de recursos bibliográficos como libros, revistas, periódicos, volantes, panfletos y material multimedia.
- Sala de estudio multifuncional, que constituye un espacio en la biblioteca destinado al estudio y trabajo en grupo, utilizadas por usuarios como los  estudiantes y docentes.
- Rincón infantil, es un lugar diseñado para los niños, con mobiliario que se adapta a sus necesidades y donde pueden sentirse cómodos y utilizar los recursos que la biblioteca les pone a disposición, como los libros de cuentos.
- Equipo Audiovisual para ser utilizado en la biblioteca, con previa solicitud y aprobación por escrito.
- Facilidad de acceso a internet mediante el equipo informático de la biblioteca, para la realización de trabajos e investigaciones.
- Galería de pinturas y exposiciones en la que constantemente se realizan exposiciones de arte.

En concordancia con las colecciones y recursos de la Biblioteca, se realizan diversos programas:
Programa de Alfabetización informacional:
- Cursos de Alfabetización digital para Adultos mayores,  en los cuales profesionales de ciencias de la información imparten talleres
- Charlas que orientan a los usuarios en el uso de tecnologías y estrategias para la investigación y la recreación.

Programas de Extensión
- Talleres Recreativos en periodo de vacaciones para niños, con diferentes dinámicas de grupo, actividades lúdicas y de artes plásticas para que los niños aprendan y se entretengan en tiempo de vacaciones.
- Talleres Recreativos para Adultos mayores, impartidos por voluntarios a los usuarios de la comunidad en los cuales los participantes hacen dinámicas de grupo acorde a los intereses de los Adultos.